# 宇文颖
宇文穎（6世纪—624年），代人，许国公宇文善之子，唐朝初年将领。
宇文穎早年参加瓦岗军，降唐為農圃監，封化政郡公，本性貪婪昏庸，與齐王李元吉关系很好，官至司农卿。太子李建成派郎将尔朱焕和校尉桥公山将盔甲赠给庆州都督杨文干。两人到豳州，上报发生变故，告发太子指使杨文干起兵。宁州人杜风举也前往唐高祖居住的仁智宫告发。唐高祖派遣宇文颖速去传召杨文干。李元吉私下告知宇文穎，于是宇文颖来到庆州，将情况告诉了杨文干。于是，杨文干起兵造反。唐高祖派遣左武卫将军钱九陇和灵州都督杨师道进击杨文干。杨文干攻陷宁州，驱赶劫掠官吏与百姓出城，占据了百家堡。秦王李世民率军来到宁州，杨文干的党羽便全部溃散。武德七年（624年）七月初五，杨文被自己的部下杀死，他的头颅被传送到京城。李世民捉获了宇文颖，執送京師。唐高祖責问他：「朕以杨文幹反叛，于是派遣卿，为什么同为逆谋？」宇文穎無言以對，于是被斬杀。